# The Edge of Quarrel
The Edge of Quarrel ist ein US-amerikanischer Independentfilm aus dem Jahr 2000, der in der Punk-/Hardcore-Szene Seattles spielt.

## Handlung
Als Brian Johansen (Rocky Votolato) nach einigen Jahren Abwesenheit in seine Heimatstadt Seattle zurückkehrt, hat sich die lokale Punk-/Hardcore-Szene verändert. Sie ist gespalten in Punks und Straight Edger, die ihre Konflikte mit körperlicher Gewalt austragen. Brians beste Jugendfreunde sind nun die Anführer der beiden rivalisierenden Gangs.
Brian macht sich auf, die Szene wiederzuvereinigen und die beiden Lager an ihre gemeinsamen Wurzeln zu erinnern.

## Besetzung
Der No-Budget-Film verzichtet komplett auf professionelle Schauspieler. Stattdessen verleihen ihm die Darsteller, die selbst Teil der Punk-/Hardcore-Szene sind, seine besondere Authentizität: Rocky Votolato ist bekannt als Mitglied von Waxwing und als Solo-Künstler, John Pettibone sang für die Straight-Edge-Band Undertow und Dann Gallucci spielt bei den Murder City Devils.

## Auszeichnungen
Audience Choice Award beim MicroCineFest 2000: Zweiter Platz für „Best Feature“.